# Cacosternum namaquense
Cacosternum namaquense е вид жаба от семейство Pyxicephalidae. Видът не е застрашен от изчезване.

## Разпространение
Разпространен е в Намибия и Южна Африка.